# Golja
priGolja je priimek več znanih ljudi:
- Andrej Golja (?—1714), tolminski kmečki upornik
- Marina Golja, tolkalistka
- Marko Golja (*1960), novinar, literarni kritik in urednik, prevajalec, pisatelj
- Petra Golja (*1975), biologinja, antropologinja
- Simon Golja (~1620—1711), tolminski kmet
- Simon Golja (?—1714), tolminski kmečki upornik
- Štefan Golja (1689—1764), duhovnik